# Bazzano
Bazzano is een voormalige gemeente en municipio in de Italiaanse metropolitane stad Bologna (regio Emilia-Romagna) en telt 6386 inwoners (31-12-2004). De oppervlakte bedraagt 14,0 km², de bevolkingsdichtheid is 469 inwoners per km². Bazzano ging op 1 januari 2014 samen met Castello di Serravalle, Crespellano, Monteveglio en Savigno op in de Italiaanse fusiegemeente Valsamoggia.

## Demografie
Bazzano telt ongeveer 2683 huishoudens. Het aantal inwoners steeg in de periode 1991-2001 met 15,0% volgens cijfers uit de tienjaarlijkse volkstellingen van ISTAT.
| Jaar | Inwoneraantal |
| ---- | ------------- |
| 1991 | 5309          |
| 2001 | 6103          |

## Geografie
De municipio ligt op ongeveer 93 meter boven zeeniveau.
Bazzano grenst aan de volgende gemeenten: Castelfranco Emilia (MO), San Cesario sul Panaro (MO) en Savignano sul Panaro (MO), evenals aan de municipi Crespellano en Monteveglio van Valsamoggia.